# Cizancourt
Cizancourt ist eine nordfranzösische Gemeinde mit 26 Einwohnern (Stand 1. Januar 2022) im Département Somme in der Region Hauts-de-France. Die Gemeinde gehört zum Arrondissement Péronne und ist Teil des Gemeindeverbandes Est de la Somme.
Die Einwohner werden als Cizancourtois bezeichnet. Ihr picardischer Beiname ist: chés guérnoules éd Cizancourt („die Frösche von Cizancourt“).

## Geographie
Die Gemeinde liegt westlich der kanalisierten Somme und schließt an die nordöstlich gelegene Gemeinde Saint-Christ-Briost an. Sie wird von der Départementsstraße D62 durchzogen. Die südliche Gemeindegrenze entspricht in etwa dem Verlauf der Autoroute A29.

## Geschichte
Der Name der schon in gallo-römischer Zeit besiedelten Gemeinde wird als „Hof der Störche“ gedeutet. Seit dem 12. Jahrhundert bestand eine zunächst von Nesle und später von Péronne abhängige Grundherrschaft. Während der Französischen Revolution wurde Cizancourt eine selbstständige Gemeinde. Der Erste Weltkrieg brachte schwere Zerstörungen; die ebenfalls zerstörte Kirche wurde an einem anderen Standort neu erbaut. Die Gemeinde erhielt als Auszeichnung das Croix de guerre 1914–1918.
| 1962 | 1968 | 1975 | 1982 | 1990 | 1999 | 2006 | 2018 |
| ---- | ---- | ---- | ---- | ---- | ---- | ---- | ---- |
| 52   | 60   | 50   | 48   | 47   | 37   | 35   | 32   |